# Nadhir Korichi
Nadhir Korichi, né le 14 juillet 1992 à Oued Zenati, est un footballeur algérien évoluant au poste d'ailier droit au NRB Teleghma.

## Biographie
Il participe à la Coupe de la confédération en 2019 avec le Club sportif sfaxien. Il atteint les demi-finales de cette compétition, en étant battu par le club marocain de la Renaissance sportive de Berkane.

## Palmarès
- Coupe de Tunisie (1) :
  - Vainqueur: 2019